# Charles Athanase Walckenaer
Charles Athanase Walckenaer (Parigi, 25 dicembre 1771 – Parigi, 26 aprile 1852) è stato un naturalista e letterato francese.

## Biografia e opere
Walckenaer studiò nelle Università di Oxford e di Glasgow. Ingegnere dell'esercito dei Pirenei occidentali, nel 1793 venne accusato di essere un moderato, il che lo costrinse a nascondersi a Parigi nel quartiere del Marais durante il periodo del Terrore. Continuò comunque a seguire i corsi dell'École nationale des ponts et chaussées, nonché dell'École Polytechnique.

Dotato, però, di un cospicuo patrimonio, preferì dedicarsi alle Scienze naturali, specializzandosi nello studio degli artropodi terrestri. Attribuì infatti un nome a numerose specie. Se si dedicò prevalentemente all'entomologia, non tralasciò per questo i suoi studi di etnografia, storia e geografia. E, per di più, fu autore di vari romanzi.

Nel 1813 fu nominato membro dell'Institut de France. Durante la Restaurazione divenne sindaco del V arrondissement di Parigi e iniziò la carriera politica. Walckenaer fu fatto Barone nel 1823; divenne così segretario generale della Prefettura, poi Prefetto della Nièvre nel 1826 e dell'Aisne nel 1828. Ma l'incarico gli venne revocato nel 1830, il che lo spinse ad abbandonare ogni ambizione politica e a dedicarsi interamente ai suoi studi.

Partecipò nel 1832 alla fondazione della Società Entomologica di Francia e nel 1840 fu eletto segretario a vita dell'Accademia delle Iscrizioni e delle Belle lettere (Académie des inscriptions et belles-lettres). Lo stesso anno divenne Conservatore al Dipartimento Cartografico della Biblioteca reale di Parigi.

Walckenaer introdusse nella letteratura francese lo stile biografico secondo il modello anglosassone, con le sue Storia della vita e delle opere di La Fontaine (1820- 4ª edizione nel 1858), e Storia della vita e delle poesie di Orazio (1840, riedito nel 1851), nonché con le Memorie riguardanti la vita e gli scritti di Madame de Sévigné (6 volumi, 1842-1865). La sua versione dell'opera di La Bruyère, che pubblicò nel 1845 gli permise di attingere al testo originale.

Fu uno dei membri fondatori della Società dei bibliofili francesi, nel 1820.

In Geografia pubblicò Il mondo marittimo (4 volumi, 1818), Storia generale dei viaggi (21 volumi, 1826-1831) e inoltre: Geografia antica, storica e comparata dei Galli (3 volumi, 1839, riedito nel 1862).

In Entomologia diede alle stampe, oltre a numerose altre opere, una Storia naturale degli insetti (4 volumi, 1836-1847) scritta in collaborazione con Paul Gervais (1816-1878).

Walckenaer morì a Parigi all'età di 81 anni.

## Taxa denominati in suo onore
- Walckenaeria Blackwall, 1833 - genere di ragni della famiglia Linyphiidae
- Walckenaerianus Wunderlich, 1995 - genere di ragni della famiglia Linyphiidae